# Hemonystraat 9
Het pand Hemonystraat 9 is een gebouw aan de Hemonystraat in De Pijp te Amsterdam-Zuid. Het is een van de twee gemeentemonumenten in die straat, het ander staat op Hemonystraat 22.
Het gebouw is als woonhuis ontworpen waarschijnlijk door architect Hendrik Dirks Kramer. Het woonhuis werd even later (voor 24 augustus 1897) omgebouwd tot school, die bekendstond als Instituut Hofland (Opleiding voor verschillende examens en den handel). Die H.J.A.Hofland was de grootvader van Henk Hofland. De school was eerst geen gewone school; het leidde “rijke” jongens op in HBS, gymnasium en handelsschool. Later werd het een internaat met allerlei opleidingen, waarbij ook Hemonystraat 11 betrokken werd. In 1912 verdween de school weer en in april 1913 trok aannemer/architect W.C Deenik Zzn in het pand. Het vermoeden bestaat dat hij de voorgevel grondig heeft gewijzigd (het pand wijkt stijl en luxe af van de bebouwing in de omgeving). Ook is het mogelijk dat het pand verbouwd is na een brand. Het heeft in 2015, maar ook op vroegere foto’s, een voorgevel in neorenaissancestijl. In die voorgevel zijn bouwelementen van zandsteen toegepast, zoals in het portaal en de erker op de eerste etage.